# Mistrzostwa Polski w hokeju na lodzie (1949/1950)
Mistrzostwa Polski w hokeju na lodzie 1949/1950 – 15. edycja mistrzostw Polski, rozegrana została w 1950 roku.

## Formuła
W listopadzie 1949 władze PZHL przedstawiły skład i regulamin rozgrywek pod nazwą „Liga PZHL”. Między 8 stycznia a 15 lutego 1950 12 drużyn miało zagrać w dwóch grupach. Dwie najlepsze drużyny z każdej grupy zagrałyby w turnieju finałowym.
Dwunastka miała składać się z:
- Ośmiu najlepszych zespołów poprzedniego sezonu (Cracovia, KTH Krynica, CWKS Warszawa, Górnik Giszowiec, Stal Katowice, Piast Cieszyn, Gwardia Bydgoszcz, ŁKS Włókniarz Łódź).
- Dwóch drużyn wyłonionych w turnieju spadkowym z udziałem ośmiu zespołów, które w ubiegłym sezonie odpadły w I rundzie ligi (Kolejarz Toruń, Gwardia Kraków, KUS Mysłowice, AZS Poznań, AZS Lublin, Len Wałbrzych, Stal Siemianowice, Polonia Bytom).
- Dwóch drużyn wyłonionych w turnieju spośród A-Klasowych mistrzów okręgów.

Cztery ostatnie drużyny całych rozgrywek miały zostać zdegradowane do A-klasy, z której do nowego sezonu zapowiedziano awans dwóch zespołów.
Ostatecznie jednak za ligowców uznano wszystkie 16 zeszłorocznych zespołów ligowych, z wyjątkiem AZS Lublin. W jego miejsce zagrał mistrz Klasy A, wyłoniony w turnieju, w którym zagrali mistrzowie czterech okręgów: wrocławskiego (Unia Wyry), śląskiego (Budowlani Opole), warszawskiego (AZS Warszawa) i łódzkiego (Włókniarz Zgierz). W pierwszej rundzie właściwych mistrzostw utworzono 8 par, następnie 4 pary półfinałowe - w obu rundach rozegrano mecz i rewanż. Zespoły, które odpadną w półfinale miały stoczyć bój o miejsca 4-8 (nie wiemy czy do tych spotkań doszło; wiemy że doszło do co najmniej pojedynczych meczów pomiędzy przegranymi w pierwszej rundzie). Zwycięzcy półfinałów utworzyli grupę, w której każdy z każdym zagrał jeden mecz o mistrzostwo Polski.

## Turniej o mistrzostwo Klasy A
Mecze rozgrywane na Torkacie w Katowicach w dniach 31 grudnia 1949-2 stycznia 1950:
- Budowlani Opole – AZS Warszawa 7:4 (1:2, 4:1, 2:1)
- Włókniarz Zgierz – Unia Wyry 8:2 (3:1, 2:1, 3:0)
- Włókniarz Zgierz – AZS Warszawa 14:0 (5:0. 2:0, 7:0)
- Budowlani Opole – Unia Wyry 7:6 (2:1, 0:4, 5:1)
- Włókniarz Zgierz – Budowlani Opole 8:2 (1:0, 3:0, 4:2)
- AZS Warszawa – Unia Wyry 5:0 w.o.

| Lp. | Zespół           | M | Pkt | G + | G - |
| --- | ---------------- | - | --- | --- | --- |
| 1   | Włókniarz Zgierz | 3 | 6   | 30  | 4   |
| 2   | Budowlani Opole  | 3 | 4   | 16  | 18  |
| 3   | AZS Warszawa     | 3 | 2   | 9   | 21  |
| 4   | Unia Wyry        | 3 | 0   | 8   | 20  |

## Finały

### Ćwierćfinały
Rozegranie zaplanowano na 15 i 22 stycznia (ze względów atmosferycznych kluby mogły umówić się na inny termin). W praktyce 15 stycznia odbyły się tylko trzy spotkania (w Janowie, Cieszynie, Krakowie), w ciągu następnych dni jedno (w Siemianowicach), w efekcie czego większość meczów granych 22 stycznia było dopiero pierwszymi meczami (a nie rewanżami jak planowano).
| Drużyna 1                            | Wynik dwumeczu | Drużyna 2         | Pierwszy mecz | Drugi mecz |
| ------------------------------------ | -------------- | ----------------- | ------------- | ---------- |
| AZS Poznań                           | 2:1            | Włókniarz Łódź    | 2:7           | 0:8        |
| Górnik Janów                         | 8:2            | Włókniarz Zgierz  | 4:0           | 4:2        |
| Związkowiec Krynica                  | 19:8           | Gwardia Bydgoszcz | 0:5 w.o.      | 19:3       |
| Włókniarz Wałbrzych                  | ?:?            | Legia Warszawa    | ?:?           | 0:17       |
| Ogniwo Cieszyn                       | 7:5            | Górnik Mysłowice  | 4:2           | 3:3        |
| Stal Siemianowice                    | 2:12           | Kolejarz Toruń    | 2:7           | 0:5 w.o.   |
| Stal Katowice                        | 13:1           | Ogniwo Bytom      | 10:0          | 3:1        |
| Ogniwo Kraków                        | 12:2           | Gwardia Kraków    | 5:2           | 7:0        |
| Po lewej gospodarz pierwszego meczu. |                |                   |               |            |

### Grupa słabsza
Mecze rozegrano 2 lutego 1950.
- Ogniwo Bytom - Gwardia Bydgoszcz 3:2
- Górnik Mysłowice - Stal Siemianowice 5:0 w.o.
- AZS Poznań - Włókniarz Zgierz 1:8
- Gwardia Kraków - Włókniarz Wałbrzych 6:1

### Półfinały
Pierwsze mecze rozegrano 2. a rewanże 5. lutego 1950.
| Drużyna 1                            | Wynik dwumeczu | Drużyna 2           | Pierwszy mecz | Drugi mecz |
| ------------------------------------ | -------------- | ------------------- | ------------- | ---------- |
| Kolejarz Toruń                       | 8:4            | Ogniwo Cieszyn      | 3:2           | 5:2        |
| Stal Katowice                        | 8:19           | Związkowiec Krynica | 4:10          | 4:9        |
| Górnik Janów                         | 14:2           | Włókniarz Łódź      | 6:0           | 8:2        |
| Legia Warszawa                       | 8:9            | Ogniwo Kraków       | 6:5           | 2:4        |
| Po lewej gospodarz pierwszego meczu. |                |                     |               |            |

## Turniej finałowy
Turniej finałowy odbył się na lodowisku Torkat w Katowicach.
24 lutego 1950:
- Kolejarz Toruń – Górnik Janów 3:6 (1:0, 0:3, 2:3)
- Ogniwo Kraków – Związkowiec Krynica 0:2 (0:1, 0:0, 0:1)

25 lutego 1950:
- Związkowiec Krynica – Kolejarz Toruń 9:2 (3:1, 2:0, 4:1)
- Górnik Janów – Ogniwo Kraków 7:1 (1:1, 2:0, 4:0)

26 lutego 1950:
- Kolejarz Toruń – Ogniwo Kraków 1:0 (0:0, 1:0, 0:0)
- Związkowiec Krynica – Górnik Janów 5:5 (1:1, 0:3, 4:1)

### Tabela
| Lp. | Zespół              | M | Pkt | W | R | P | G + | G - | +/- |
| --- | ------------------- | - | --- | - | - | - | --- | --- | --- |
| 1   | Związkowiec Krynica | 3 | 5   | 2 | 1 | 0 | 16  | 7   | +9  |
| 1   | Górnik Janów        | 3 | 5   | 2 | 1 | 0 | 18  | 9   | +9  |
| 3   | Kolejarz Toruń      | 3 | 2   | 1 | 0 | 2 | 5   | 15  | -10 |
| 4   | Ogniwo Kraków       | 3 | 0   | 0 | 0 | 3 | 1   | 10  | -9  |

### Mecz o mistrzostwo
Ponieważ dwie pierwsze drużyny zdobyły tyle samo punktów - zarządzono dodatkowy mecz.
27 lutego 1950:
- Związkowiec Krynica – Górnik Janów 10:1 (2:1, 5:0, 3:0)

## Skład mistrzów
Stanisław Szlendak, E. Kocząb, Mieczysław Kasprzycki, B.Prorok, J.Zieliński, Alfred Preisner, Stefan Csorich, Eugeniusz Lewacki, Marian Jeżak, M.Burda, Szymon Janiczko, Z.Nowak, R.Pociecha, Z.Skotnicki